# Los Tanques
Los Tanques es una congregación del municipio de Álamos ubicada en el sureste del estado mexicano de Sonora, cercana a los límites entre los estados de Chihuahua y Sinaloa, la congregación es la cuarta localidad más poblada del municipio ya que según datos del Censo de Población y Vivienda realizado en 2020 por el Instituto Nacional de Estadística y Geografía (INEGI), Los Tanques tiene un total de 555 habitantes.
Se encuentra a 41.8 km al noreste de la villa de Álamos, cabecera del municipio, y a 393 al sureste de Hermosillo, la capital estatal. Los Tanques tiene la categoría de comisaría, lo que le permite tener a un residente con la función de comisario.

## Geografía
Los Tanques se ubica en el sureste del estado de Sonora, en la región centro del territorio del municipio de Álamos, sobre las coordenadas geográficas 27°12′41″ de latitud norte y 108°53'35" de longitud oeste del meridiano de Greenwich, a una altura media de 314 metros sobre el nivel del mar.
Algunas elevaciones altas a su alrededor son el Cerro Los Tanques ubicado al noroeste, el Cerro Las Choyitas ubicado al sur, el Cerro el Toro ubicado al este.